# Charles Meerens
Charles Meerens (Bruges, 26 de desembre de 1831 - 1909) fou un intèrpret i musicòleg belga de l'època del Romanticisme. Meerens feu sòlids estudis musicals, i ja havia aconseguit fer-se aplaudir com a concertista de violoncel, quan les circumstàncies l'obligaren a canviar de rumb, dedicant-se llavors a l'estudi de les lleis físic-matemàtiques que regeixen l'art musical. En els seus escrits es declara enemic de les teories fisiològiques que han estat admeses generalment, i assegura que els fenòmens naturals dels cossos sonors, tals com els harmònics i els sons resultants, són completament estranys a la percepció musical. Els seus treballs principals són: 
- Le métrométre ou moyen simple de connaïtre le degré de vitesse d'un mouvement indiqué (1859);
- Instruction élémentaire de calcul musical (1864);
- Phénoménes musico-physiologiques (1868);
- Hommage à la mémoire de M. Delezeune (1869);
- Examen analytique des expériences d'acoustique musicale de M. M. A Corun et E. Mercadier (1869);
- Le diapason et la notation muysicale simplifés (1873);
- Mémoiree sur le diapason (1877);
- Petite méthode pour apprendre la musique et le piano (1878);
- La gamme majeure et mineure (1890);
- Acoustique musicale (1892);
- L'avenir de la science musicale (1894);
- Le tonométre d'après l'invention de Scheibler (1895);
- La science musicale à la portée de tous les artistes et amateurs (1902).